# Ngozi
Ngozi – miasto w Burundi, stolica prowincji Ngozi. Według danych szacunkowych z 2012 roku miasto liczyło 25 tys. mieszkańców.